# Picco Muzio
Il Picco Muzio (in francese, Pic Muzio - 4.187 m s.l.m.) è una elevazione delle Alpi Pennine che emerge dal corpo principale del Cervino. Si trova lungo la Cresta del Furggen che scende dalla vetta del Cervino.
Per le sue caratteristiche è inserito solamente nella lista secondaria delle Vette alpine superiori a 4000 metri.

## Salita alla vetta
La prima salita al Picco Muzio risale al 3-4 settembre 1953 ad opera di Luigi Carrel, con Italo Muzio e l’Abbé Louis Maquignaz.
Hervé Barmasse nel 2011 apre una nuova via in solitaria al Picco Muzio, conclusa nei primi giorni di aprile del 2011 dopo un tentativo fallito a marzo dello stesso anno. L'itinerario aperto da Barmasse, si sviluppa per 1200 metri di cui 500 in un couloir di ghiaccio e il restante sulla parete verticale del Picco Muzio.